# Johnny Appleseed

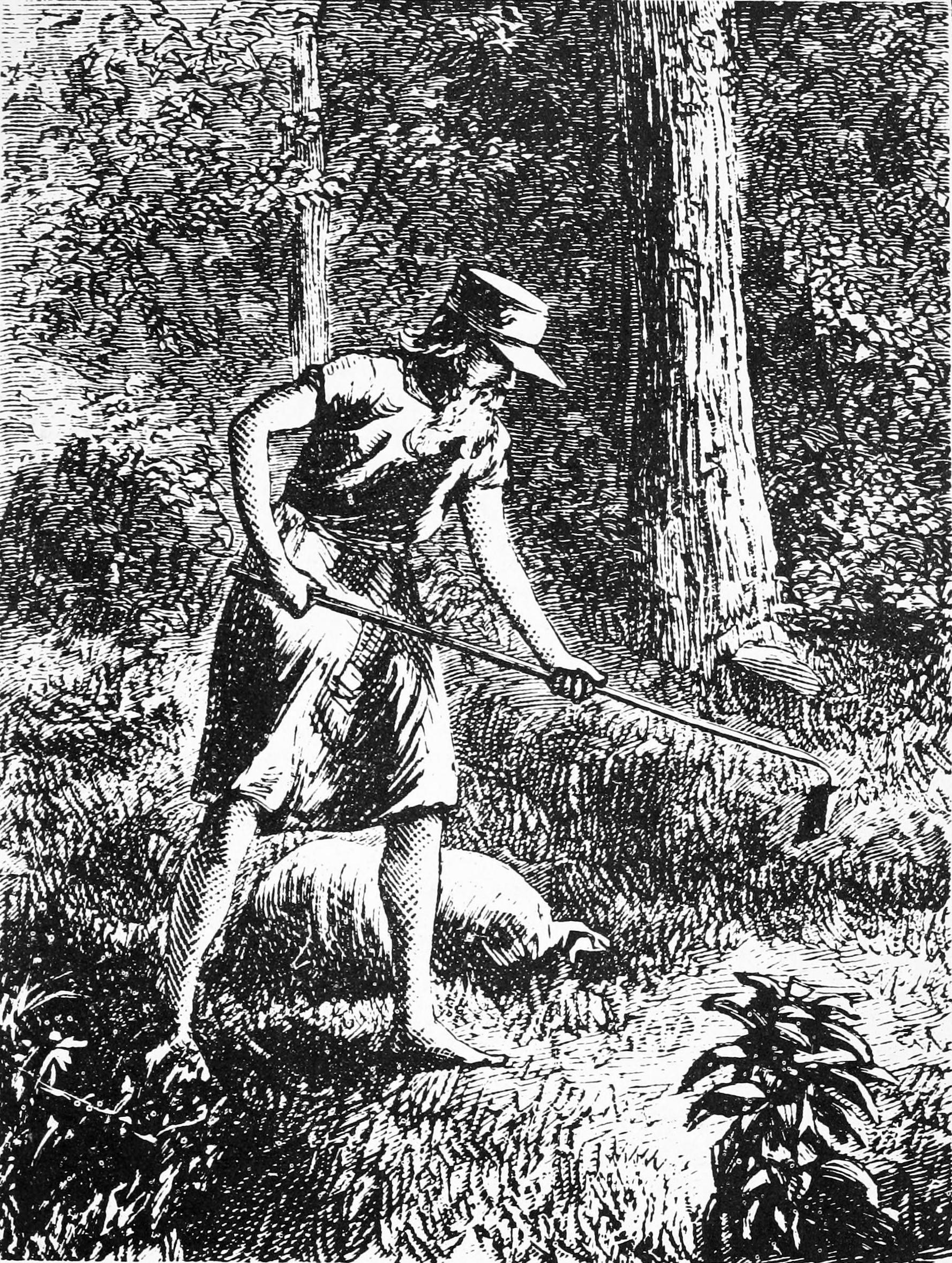
Johnny Appleseed, Harper’s Magazine, 1871

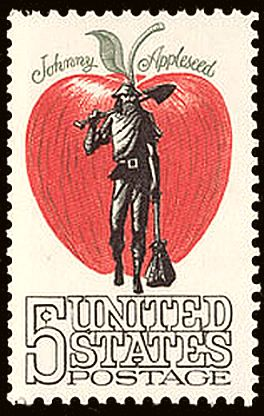
US-Briefmarke von 1966

Johnny Appleseed (* 26. September 1774 in Leominster, Province of Massachusetts Bay; † 11. März 1847 in Fort Wayne, Indiana; eigentlich John Chapman) war ein ökologischer Pionier und Anhänger Emanuel Swedenborgs, der zu einer bekannten Figur der US-amerikanischen Folklore wurde. In einigen Teilen der USA wird am Geburtstag, häufiger jedoch am Todestag  des Mannes der Johnny Appleseed Day gefeiert. Im deutschsprachigen Raum ist er als Johnny Apfelkern, Hänschen Apfelkern oder Hans Apfelkern bekannt.

## Wirken
John Chapman war das zweite Kind von Nathaniel und Elizabeth Chapman, geb. Simonds. Sein Spitzname „Appleseed“ stammt daher, dass er im ganzen Mittleren Westen Apfelbäume aufzog, die aus den bei der Kelterung anfallenden Kernen ausgesät wurden. Er legte also keine Obstgärten an, sondern reine Anzuchtgärten voll mit Zufallssämlingen, deren Früchte immerhin recht gut für die Herstellung von Apfelwein geeignet waren. Diese Anzuchtgärten wurden von ihm anschließend lokalen Partnern zur Betreuung überlassen, während er weiterzog. Der Legende nach zog er nach dem Tod seiner Verlobten sein restliches Leben lang als Missionar der Neuen Kirche durchs Land, trug einen Kochtopf auf dem Kopf und hatte die Hosentaschen voller Apfelsamen. Er lehrte die Bibel und schloss Freundschaft mit Indianern, wilden Tieren und Siedlern.
Die besondere Bedeutung der Apfelbäume bestand darin, dass Apfelwein der für Pioniere am einfachsten zu produzierende Alkohol war. Es brauchte keine Destillation wie beim Kornbrand, keine aufwändig zu kultivierenden Weinreben oder Hopfen für das Brauen von Bier. Appleseed wurde so zum „Amerikanischen Dionysos“; er war der Mann, der den Stoff an die Frontier brachte.

## Rezeption
Walt Disney verfilmte die sagenumwobene Lebensgeschichte des Pioniers als Segment des Zeichentrickfilms Musik, Tanz und Rhythmus (Melody Time, 1948), worin Dennis Day dem Johnny Appleseed seine Stimme lieh. Die amerikanische Punk-Band NOFX veröffentlichte 1992 auf ihrem Album White Trash, Two Heebs and a Bean einen Song mit dem Titel Johnny Appleseed.
Es gibt eine große Zahl verschiedener Kinderbücher, die sich mit der Figur befassen.